# Gmina Woollahra
Gmina Woollahra (Municipality of Woollahra) - jeden z 38 samorządów lokalnych wchodzących w skład aglomeracji Sydney, największego zespołu miejskiego Australii. Leży na wschód od ścisłego centrum Sydney i zajmuje powierzchnię 12 km². Liczba ludności wynosi 50 161 osób (2006).  
Lokalną władzę ustawodawczą stanowi rada gminy, składająca się z piętnastu członków, wybieranych z zastosowaniem ordynacji proporcjonalnej w pięciu trójmandatowych okręgach wyborczych. Radni wyłaniają spośród siebie burmistrza i jego zastępcę, którzy kierują egzekutywą.

## Galeria

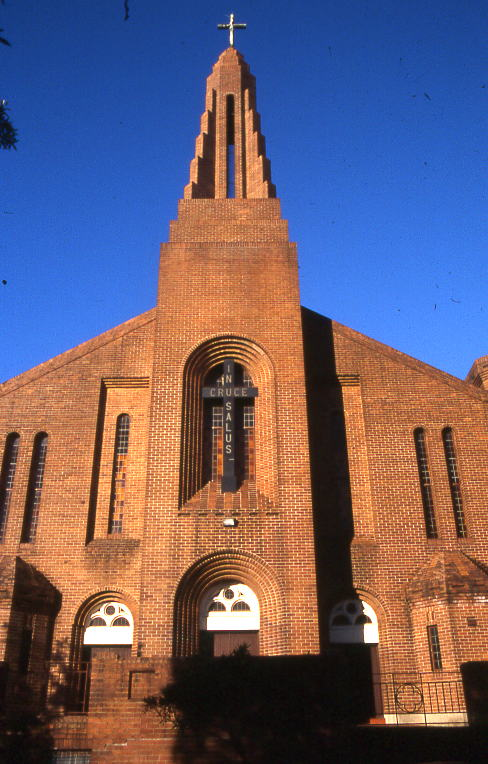
Kościół Świętego Krzyża
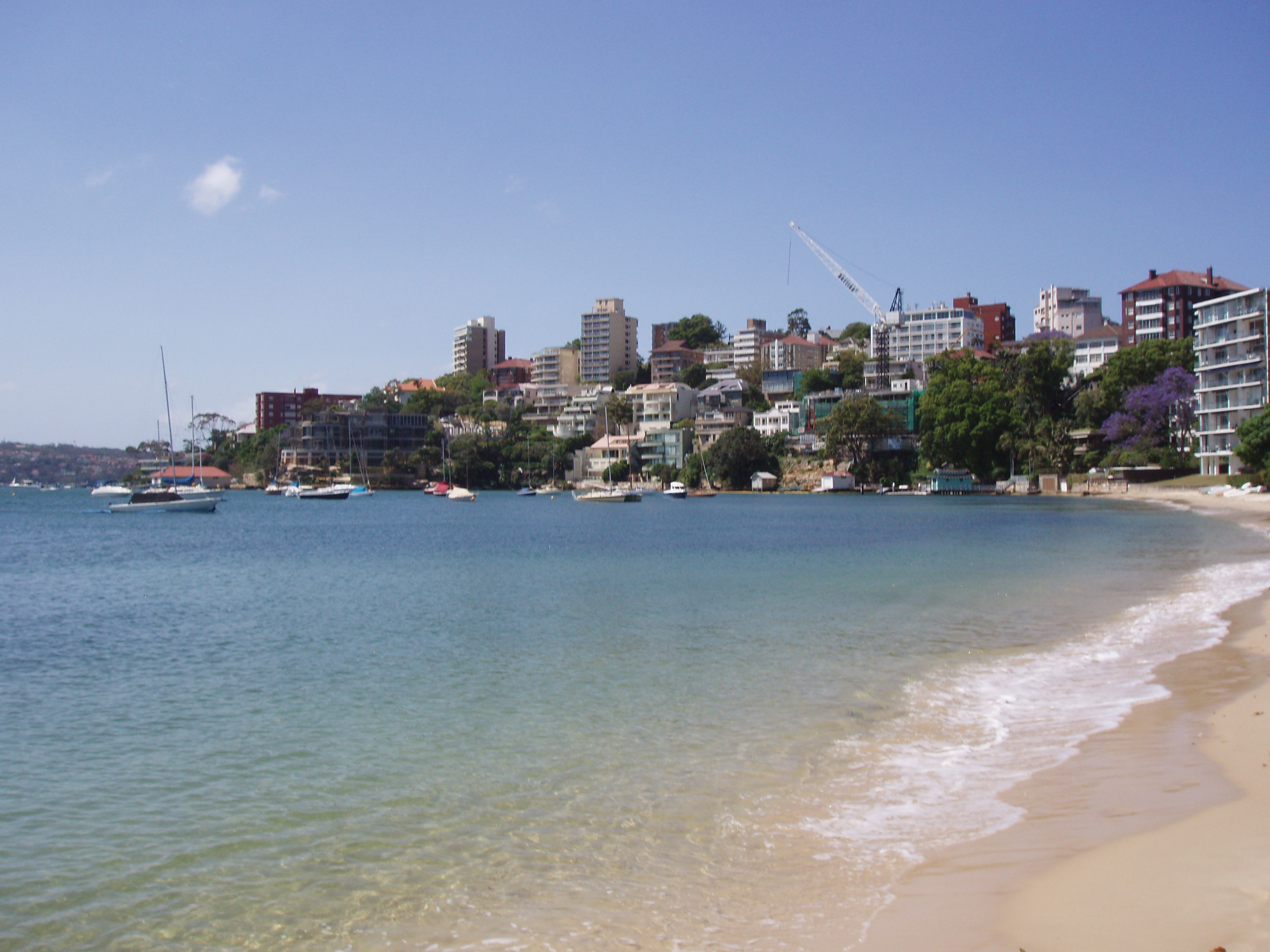
Seven Shillings Beach